# Lijst van plaatsen in Groenland
In deze lijst staan de verschillende plaatsen op Groenland, gerangschikt naar gemeente, zie bestuurlijke indeling van Groenland. In deze lijst zijn alle plaatsen met meer dan 50 inwoners opgenomen, volgens de volkstelling van 2005. De dorpen zijn gerangschikt naar de vroegere gemeente waarin ze lagen. Die gemeenten vervielen in januari 2009, sindsdien zijn er vier gemeenten.

## Plaatsen in gemeenteKujalleq
- Nanortalik
  - Narsarmijit (Frederiksdal)
  - Alluitsup Paa (Sydprøven)
  - Tasiusaq
  - Aappilattoq
  - Ammassivik
- Qaqortoq (Julianehåb, hoofdplaats)
  - Eqalugaarsuit
  - Saarloq
  - Qassimiut
- Narsaq
  - Igaliku
  - Narsarsuaq
  - Qassiarsuk

## Plaatsen in gemeenteSermersooq
- Ivittuut
  - Kangilinnguit (Grønnedal)
- Paamiut (Frederikshåb)
  - Arsuk
- Nuuk (Godthåb, hoofdplaats gemeente Sermersooq en hoofdstad van Groenland)
  - Qeqertarsuatsiaat
  - Kapisillit
- Tasiilaq
  - Kulusuk
  - Kuummiut
  - Isortoq
  - Tiniteqilaaq
  - Sermiligaaq
- Ittoqqortoormiit

## Plaatsen in gemeenteQeqqata
- Maniitsoq (Sukkertoppen)
  - Kangaamiut
  - Atammik
  - Napasoq
- Sisimiut (Holsteinsborg, hoofdplaats)
  - Kangerlussuaq (Søndre Strømfjord)
  - Itilleq
  - Sarfannguit

## Plaatsen in gemeenteQaasuitsup
- Kangaatsiaq
  - Niaqornaarsuk
  - Attu
  - Iginniarfik
  - Ikerasaarsuk
- Aasiaat (Egedesminde)
  - Kitsissuarsuit
  - Akunnaaq
- Qasigiannguit (Christianshåb)
  - Ikamiut
- Ilulissat (Jakobshavn, hoofdplaats)
  - Saqqaq
  - Qeqertaq
  - Ilimanaq (Claushavn)
  - Oqaatsut (Rodebay)
- Qeqertarsuaq (Godhavn)
  - Kangerluk
- Uummannaq
  - Ikerasak
  - Saattut
  - Qaarsut
  - Ukkusissat
  - Illorsuit
  - Nuugaatsiaq
  - Niaqornat
- Upernavik
  - Kullorsuaq
  - Nuussuaq (Kraulshavn)
  - Innaarsuit
  - Tasiusaq
  - Naajaat
  - Aappilattoq
  - Kangersuatsiaq
  - Upernavik Kujalleq
- Qaanaaq (Thule)
  - Siorapaluk
  - Savissivik
  - Moriusaq

## Buiten de gemeenten
- Pituffik